# Hans Erich Kubach
Hans Erich Kubach (* 2. September 1909 in Köln; † 26. Mai 1999 in Speyer) war ein deutscher Kunsthistoriker und Denkmalpfleger, der als führender Kenner der Baukunst der Romanik und Vorromanik in Deutschland galt. Er war Konservator der Rheinland-Pfälzischen Denkmalpflege in Speyer.

## Biografie
Kubach studierte Kunstgeschichte in Köln, Bonn, Besançon und Paris. 1933 wurde er in Köln bei Rudolf Kömstedt mit einer Dissertation über Rheinische Triforienkirchen der Stauferzeit promoviert, 1942 habilitierte er, wieder bei Kömstedt, in Erlangen mit der Arbeit Der niederrheinisch-maasländische Kunstraum von der ottonischen bis zur staufischen Zeit: Eine kunstgeographische Untersuchung.
Nach dem Studium folgte zunächst eine Tätigkeit in der Kunstdenkmälerinventarisation. Für die Kunstdenkmäler der Provinz Mark Brandenburg bearbeitete er den Band des Kreises Sorau und der Stadt Forst (1939) sowie den Landkreis Teltow  (1941); der geplante Band Landkreis Oststernberg (heute Powiat Sulęciński) erschien situationsbedingt erst 1960. Für Die Kunstdenkmäler der Rheinprovinz war er an der Erstellung des Bandes über den Landkreis Koblenz (1944) beteiligt. 1954 bis 1974 war er Oberkonservator im Landesamt für Denkmalpflege von Rheinland-Pfalz, 1962 bis 1985 zudem Honorarprofessor an der Universität des Saarlandes.
Das hauptsächliche Forschungsinteresse von Hans Erich Kubach galt der romanischen Architektur, die er, unabhängig von nationalen Beschränkungen, im europäischen Kontext in ihrer jeweiligen regionalen Ausprägung sah. Seine Beschäftigung mit der frühgotischen Architektur Frankreichs und ihrem maßgeblichen Einfluss auf die rheinische Spätromanik veranlasste ihn zur Einstufung der französische Architekturentwicklung zwischen 1140 und 1190 als „Spätromanik der Île-de-France“. Zusammen mit Walter Haas leitete Kubach die begleitende Bauuntersuchung bei der Restaurierung des Doms von Speyer (1957 bis 1972), die zu einer entscheidenden Neubewertung von dessen Baugeschichte führte. Mit seinem Kollegen am rheinischen Landesamt für Denkmalpflege Albert Verbeek, den er noch aus seiner Studienzeit kannte, veröffentlichte er eine vierbändige Bestandsaufnahme der romanischen Kirchen im Rhein-Maas-Gebiet. Ein weiteres Interesse galt dem Phänomen der romanischen Hallenkirche in ihrer jeweiligen landschaftlichen Ausprägung in den unterschiedlichen Regionen Europas.

## Würdigung
Seinem Nachruf in der Berliner Zeitung zufolge war Kubach „der vielleicht letzte Große unter den akademischen Denkmalpflegern“; seine zusammen mit Walter Haas erarbeitete dreibändige Monographie zum Speyrer Dom „wurde zum Gründungsmonument der modernen Bauforschung und revolutionierte das Wissen um den mittelalterlichen Baubetrieb. Unzählige Kunsthistoriker und Bauarchäologen sind diesem Weg gefolgt. Kubachs kunstlandschaftliche Studien indes sind in ihrer exemplarischen Aussagekraft bislang nur unzureichend ausgeschöpft.“

## Schriften (Auswahl)
- Rheinische Baukunst der Stauferzeit. Das Triforium und seine Parallelen in Frankreich (= Forschungen der Kunstgeschichte Westeuropas 12). Köln 1934
- Das Triforium. Ein Beitrag zur kunstgeschichtlichen Raumkunde Europas im Mittelalter. In: Zeitschrift für Kunstgeschichte 5, 1936, S. 275–288
- Das Münster von Aachen. Deutscher Kunstverlag, Berlin 1956
- Die Pfalz (Deutsche Lande - Deutsche Kunst). Deutscher Kunstverlag, 2. Auflage 1966
- mit Victor H. Elbern: Das frühmittelalterliche Imperium. In der Reihe: Kunst der Welt. Holle Verlag, Baden-Baden  1968
- mit Walter Haas: Der Dom zu Speyer. 3 Bände, Deutscher Kunstverlag, 1972
- mit Albert Verbeek: Romanische Kirchen an Rhein und Maas. Gesellschaft für Buchdruckerei, Neuss 1972, 3. Auflage 1978
- mit Helfried Ehrend: Der Dom zu Speyer im Münzbild. Numismatische Gesellschaft, Speyer 1973
- Romanik, in der Reihe: Weltgeschichte der Architektur. Belser Verlag, Stuttgart 1974
- Der Dom zu Speyer. Wissenschaftliche Buchgesellschaft, Darmstadt 1974, 3. Auflage 1988, 5. Auflage 2011 (bearbeitet von Günther Binding)
- mit Albert Verbeek: Romanische Baukunst an Rhein und Maas. Katalog der vorromanischen und romanischen Denkmäler, 4 Bände, Denkmäler deutscher Kunst, Deutscher Verlag für Kunstwissenschaft, Berlin 1976 bis 1989
- mit Herbert Dellwing: Die Kunstdenkmäler von Rheinland-Pfalz, Teil 7: Die Kunstdenkmäler des Kreises Pirmasens, Bd. 2: Die Kunstdenkmäler der Stadt und des ehemaligen Landkreises Zweibrücken. Deutscher Kunstverlag, München 1981
- Deutsche Dome des Mittelalters. Langewiesche, Die Blauen Bücher, 1984
- mit Isolde Köhler-Schommer: Romanische Hallenkirchen in Europa. von Zabern, Mainz 1997, ISBN 978-3-8053-1364-3